# Blasenalge
Die Blasenalge (Valonia ventricosa) ist eine einzellige Grünalge, die weltweit in tropischen und subtropischen Meeren vorkommt. Mit einem Durchmesser von bis zu fünf Zentimetern gehört sie zu den größten einzelligen Lebewesen überhaupt. Da sie immunologisch eher den Arten der Gattungen Dictyosphaeria und Siphonocladus ähnelt, eine auffällig reduzierte Morphologie hat und sich im Gegensatz zu anderen Valonia-Arten durch segregative Zellteilung vermehrt, wird sie von manchen Autoren in die eigene Gattung Ventricaria J.L. Olsen & J. A. West gestellt.

## Merkmale
Der Thallus der Blasenalge besteht aus einer einzigen, dünnwandigen, vielkernigen Zelle, die einen Durchmesser von ein bis vier Zentimetern, selten auch mehr, erreicht. Die Form ist, je nach Umgebung, kugelig bis oval, häufig mit verschmälerter Basis. Die Färbung variiert von grasgrün bis dunkelgrün und geht auf zahlreiche diskusförmige Chloroplasten zurück. Die Oberfläche glänzt glasartig. Die Blasenalgenzelle ist durch haarfeine Rhizoide am Substrat befestigt.

## Vorkommen und Lebensweise
Blasenalgen wachsen meist einzeln, selten auch in kleineren Gruppen im Gezeitenbereich tropischer und subtropischer Meere, häufig auf Korallenschutt. Die größten Tiefen, die von der Art erreicht werden, liegen bei etwa 80 Metern. Die Vermehrung erfolgt durch segregative Zellteilung, wobei die mehrkernige Zelle zu mehreren Tochterzellen verfällt. Daneben können einzelne Rhizoide neue Blasen bilden, die sich dann vom Mutterorganismus abtrennen. Die sexuelle Vermehrung der Art ist noch nicht genauer untersucht.

## Nachweise
- Wolfram Braune: Meeresalgen. A.R.G. Gantner, Ruggell 2008, ISBN 978-3-906166-69-8, S. 60.
- Ventricaria bei algaebase.org